# Pech-de-Naudène

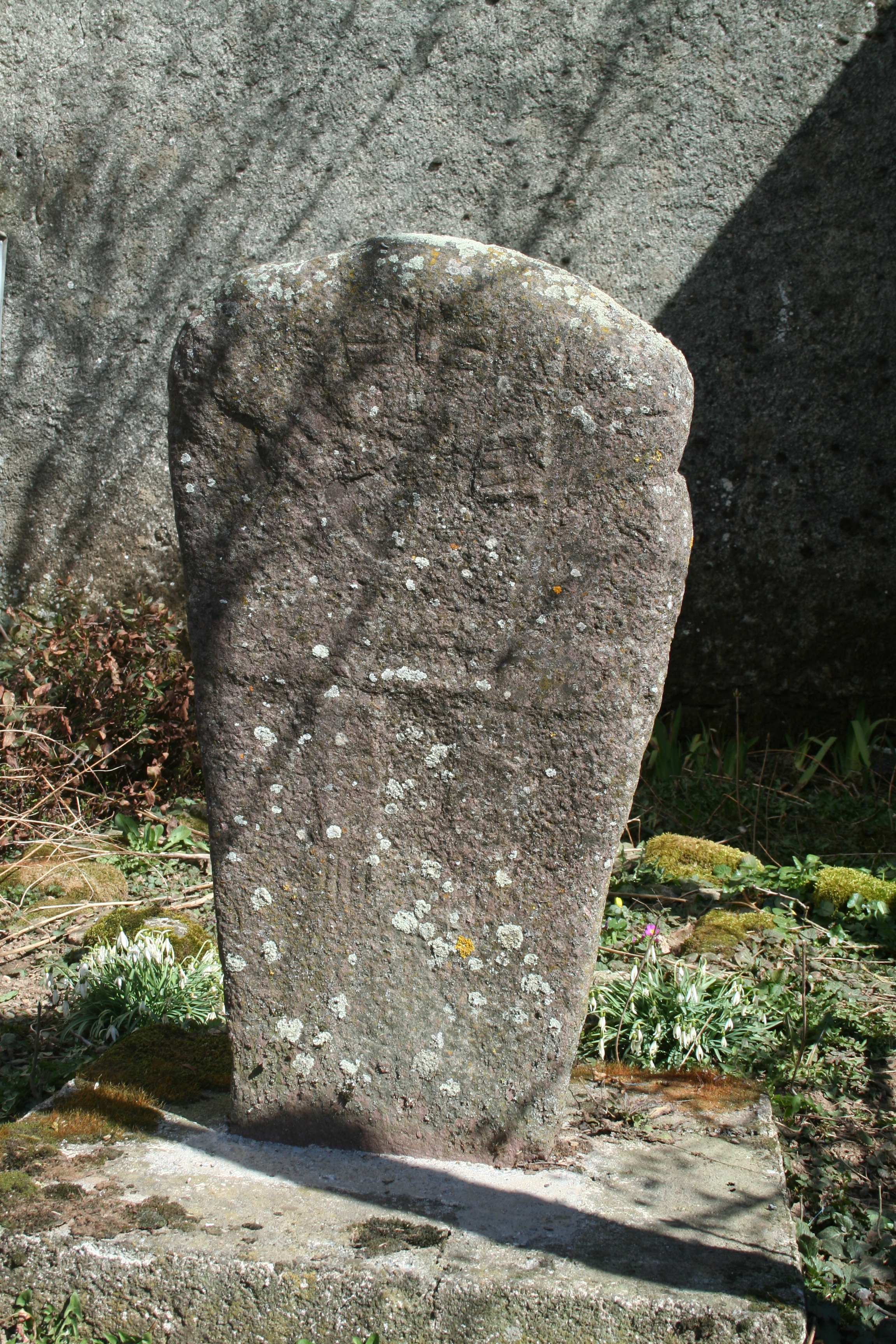
Statuenmenhir bei Lacaune, 2009

Der Statuenmenhir Pech-de-Naudène (auch Statuenmenhir Haute-Vergne genannt) steht im Vorgarten eines der Häuser im Weiler Haute-Vergne östlich von Lacaune im Département Tarn in Frankreich. Er ist ein Statuenmenhir der Saint-Ponienne-Serie.
Der beim Pflügen entdeckte männliche Statuenmenhir aus Sandstein ist etwa 1,25 Meter hoch und oben mit 0,93 m breiter als an der Basis mit 0,54 m. Er ist nur 0,13 m dick. Das Gesicht (mit Augen, Nase und Tätowierungen), die Arme, Beine und der Gürtel sind gut erkennbar. Der Rücken zeigt auch einige Details.
In der Nähe stehen die Statuenmenhire Pierre Plantée von Lacaune und Rieuviel.